# Оловка
Оловка је предмет који оставља танки видљиви траг графита за собом, када се њом црта или пише на некој подлози (најчешћа подлога за писање и цртање папир). Оловка је део писачког и цртачког прибора.
Када се каже оловка, обично се мисли на оловку израђену од дрвета — дрвена оловка или, дугачку и танку, чији средишњи део представља танки уздужни комад графита, који оставља свој траг на некој подлози. Графит, који се налази унутар оловке се назива мина, срце или шпиц оловке. Након неког времена коришћења оловке, овај шпиц се иступи и потроши, па је потребно наоштрити оловку, а за то користи специјални предмет звани резач за оловке. Процесом писања и зарезивања оловке, оловка се троши — скраћује.
Траг обичне оловке је црн, због црне боје графита, а када се у графит додају разни обојени пигменти, тада графит није црне боје већ је у боји пигмента. Овакве оловке се називају оловке у боји — дрвене бојице, а користе се за цртање у боји. Постоје оловке које раде на принципу дрвеног угља или неког вештачког материјала и користе се искључиво за цртање. Траг графитне оловке се лако брише са папира, а у ту сврху се користи гумица за брисање.
- Језгро оловке
- Дрвена оловка
- Оловке у боји
- Техничке оловке
- Мине за техничке оловке
- Резач оловке
- Ознака тврдоће на оловци
- Посебне оловке за уметничко цртање

Поред обичних „дрвених“ оловака, постоје и патент-оловке или техничке оловке. Техничке оловке ради на принципу по коме се, после употребе мењају графитна срца или мине. Базни део техничке оловке, урађен од метала или пластике својим техничким могућностима подржава замену самог графита (срца, шпица, мине). Техничке оловке се израђују у неколико категорија у зависности од дебљине графитних мина — од 0.2mm до 5.0mm.

## Историја

### Камиља коса
Енглески назив за оловку, pencil, од старофранцуског pincel, од латинског penicillus „мали реп” (види penis; pincellus је латински из посткласичног периода) првобитно се односио на уметникову фину четку од камиље длаке, која се такође користила за писање пре модерне оловке од олова или креде.
Иако је архетипска оловка била уметникова четка, стилус, танак метални штапић који се користио за гребање папируса или воштаних плоча. Римљани су га често користили и за рукописе на палмином лишћу.

### Открића лежишта графита
Као техника цртања, најближи претходник оловци био је сребрни врх или водећа тачка, све док 1565. (неки извори наводе још 1500. годину) није откривено велико лежиште графита на прилазу Греј Кноц из засеока Ситвејт у жупи Боровдејл, Камбрија, Енглеска. Ово посебно лежиште графита било је изузетно чисто и чврсто, и лако се могло исећи на штапиће. Остаје једино велико лежиште графита икада пронађено у овом чврстом облику. Хемија је била у повојима и сматрало се да је та супстанца облик олова. Сходно томе, названа је плумбаго (латински за „оловна руда“). Пошто се језгро оловке још увек назива „олово“, многи људи имају погрешно мишљење да је графит у оловци олово, мада се олово никада није користило. Речи за оловку на немачком (Bleistift), ирском (peann luaidhe), арапском (قلم رصاص qalam raṣāṣ) и неким другим језицима дословно значе оловна оловка.
Откривена је и корисност графита за оловке, али је графит за оловке морао да се шверцује. Пошто је графит мекан, он захтева неки облик омотача. Графитни штапићи су у почетку били умотани у канап или овчију кожу ради стабилности. Енглеска би уживала монопол на производњу оловака све док 1662. године у Немачкој није пронађен метод реконституције графитног праха. Међутим, изразито квадратне енглеске оловке наставиле су да се праве од штапића исечених од природног графита до 1860-их. Град Кесвик, у близини првобитних налаза блок графита, још увек производи оловке, а фабрика је такође локација Дервентовог музеја оловака. Значење „графитног прибора за писање“ се развило крајем 16. века.

## Класификација оловака
Тврде оловке се користе за техничко цртање због својих оштрих линија, средње имају више намена, а мекане се користе за уметничке цртање. Постоји међународни стандард по коме се оловке деле по тврдоћи:
|       |    |    |    |    |    |        |        |        |        |    |   |    |    |    |        |        |        |    |    |
| 9H    | 8H | 7H | 6H | 5H | 4H | 3H     | 2H     | H      | F      | HB | B | 2B | 3B | 4B | 5B     | 6B     | 7B     | 8B | 9B |
| Тврде | →  | →  | →  | →  | →  | Средње | Средње | Средње | Средње | →  | → | →  | →  | →  | Мекане | Мекане | Мекане |    |    |

Графитне оловке су направљене од смеше глине и графита и њихова тамноћа варира од светлосиве до црне: што више има глине то је тврђа оловка. Постоји широк распон доступних разреда, углавном за уметнике који су заинтересовани за стварање целог спектра тонова од светлосивих до црних. Инжењери преферирају тврђе оловке које омогућавају већу контролу облика.
Произвођачи разликују своје оловке тако што их градирају, мада не постоји заједнички стандард. Две оловке истог разреда, али различитих произвођача, не морају нужно да производе идентичне тонове нити да имају исту тврдоћу.
Већина произвођача, и скоро сви у Европи, означавају своје оловке са словима H (што се обично интерпретира као hardness - тврдоћа), и B (blackness - црнило), као и F (што обично значи fineness - финоћа, мада F оловке нису финије, нити се лакше зарезују од било ког другог разреда. Оне су исто тако познате као firm - чврсте, у Јапану). Стандардне оловке за писање се означавају са HB. Могуће је да је ову ознаку први користио Брукма, један енглески произвођач оловака, почетком 20. века. При том је кориштено B за црно (black) и H за тврдо (hard); степени оловки су били описани секвенцама узастопних слова H или B, као што су BB и BBB за узастопно мекша језгра, и HH и HHH за узастопно тврђа. Произвођач оловки Кох-и-Нур Хардмут тврди да су они приви користили HB ознаку, при чему H означава Хардмут, а B локацију предузећа у Чешкој Будјејовици, док слово F означава Франца Хардмута, који је одговоран за технолошка побољшања у производњи оловки.

## Оловка као сликарска техника
Оловка спада у сликарске технике, и то групу цртачких техника, и кроз историју се знатно мењала. Први материјал од којег се израђивао материјал улошка оловке био је сребро. Сребро је остављало сиви траг, али је проблем је био у скупоћи материјала, па се сребро замењује оловом. Олово је знатно мекше од сребра па је било и олакшано писање, а и траг је био много постојанији. Али, и олово је имало својих мана, па је оловка тек са проналаском графита постала доступна сваком. Због потребе да се добију валерски прелази — од светлог до тамног, графит се меша са глином која га чини знатно мекшим па је могуће лакше сенчење, утрљавање и валерски прелази.
За разлику од сребрене оловке, графит се, јер је мекан, брже троши, али управо због те мекоће, са оловком се може извући дебела, танка, светлија и тамнија линија. Траг графита — дебљи, тањи, светлији или тамнији зависи од притиска оловке — графита на подлогу, па се зато са оловком лако сенчи, и тиме се добија ефекат пуноћа облика. Оловка се у сликарству користи за скице, а цртежи оловком представљају самостално уметничко дело, јер се оловком могу постићи скоро сви технички ефекти који, поред осталих ствари, једно дело чине уметничком вредношћу.
У сликарству у доба Класицизма, графиту оловку уметници замењују са сребрном оловком јер је и то био један од начина повратку на вредности класичне уметности.